# Lymeon cinctiventris
Lymeon cinctiventris är en stekelart som först beskrevs av Joseph Augustine Cushman 1929.  Lymeon cinctiventris ingår i släktet Lymeon och familjen brokparasitsteklar. Inga underarter finns listade i Catalogue of Life.